# مسجد پایین
مسجد پایین مربوط به دوره صفوی - دوره قاجار است و در نراق، خیابان فاضل جنوبی واقع شده و این اثر در تاریخ ۲۵ اسفند ۱۳۷۹ با شمارهٔ ثبت ۳۵۳۴ به‌عنوان یکی از آثار ملی ایران به ثبت رسیده است.